# Veni Vidi Vicious
Veni Vidi Vicious é o segundo álbum de estúdio da banda sueca de indie rock The Hives, lançado em 2000.

## Recepção pela crítica
| Críticas profissionais | Críticas profissionais |
| Avaliações da crítica  | Avaliações da crítica  |
| Fonte                  | Avaliação              |
| ---------------------- | ---------------------- |
| Allmusic               | 4.5 de 5 estrelas.     |
| Blender                | 4 de 5 estrelas.       |
| Robert Christgau       | (A-)                   |
| Pitchfork Media        | (7.4/10)               |
| Rolling Stone          | 4 de 5 estrelas.       |

## Faixas
Todas as faixas por Randy Fitzsimmons, exceto onde anotado.
1. "The Hives - Declare Guerre Nucleaire" – 1:35
2. "Die, All Right!" – 2:46
3. "A Get Together to Tear It Apart" – 1:52
4. "Main Offender" – 2:33
5. "Outsmarted" – 2:22
6. "Hate to Say I Told You So" – 3:22
7. "The Hives - Introduce the Metric System in Time" – 2:06
8. "Find Another Girl" (Butler, Mayfield) – 3:12
9. "Statecontrol" – 1:54
10. "Inspection Wise 1999" – 1:37
11. "Knock Knock" – 2:10
12. "Supply and Demand" – 2:26